# 尖吻靈貓
尖吻靈貓（學名：Eupleres goudotii），又名小齒獴或瘦小齒獴，是馬達加斯加特有及很稀有的食蟻狸科。
尖吻靈貓與其近親的馬島靈貓一同被分類在食蟻狸亞科之下。牠們沒有肛門腺或會陰腺及不能伸縮的爪。牠們的齒式獨特，犬齒及前臼齒是向後彎曲及扁平，這可能是與其獵物有關。牠們主要吃無脊椎動物，如蠕蟲、蛞蝓、蝸牛及幼蟲。
尖吻靈貓主要棲息在馬達加斯加中部及西北部的低地雨林。牠們是獨居及地盤性的，但是日間或夜間活動就不得而知。牠們細小，體長只有50厘米，尾巴長24厘米，且很怕羞。牠們的外表像獴，有長吻及低的身體，但顏色呈素褐色。
尖吻靈貓在6月至7月的乾旱期前會增肥。牠們的示愛期及斷奶期很簡短，幼貓會在下一個交配季節前斷奶。牠們繁殖循環得很快。每胎會產一隻幼貓，出生時的幼貓可以看見，只要兩日大就會與母貓出外。九個星期後，幼貓已經發育完全，可以吃固體食物，且很快就會離開母貓。

## 保育狀況
牠們被列為《瀕危野生動植物種國際貿易公約》附錄二的物種，被限制出口及貿易。